# Agente Speciale Oso
Agente speciale Oso (Special Agent Oso) è una serie d'animazione statunitense in CGI per bambini ideata da Ford Riley e prodotta dalla Walt Disney Television Animation nel 2009. Il cartone è andato in onda per la prima volta negli Stati Uniti il 4 aprile 2009 dove per l'occasione sono stati trasmessi i primi 2 episodi come parte del blocco Playhouse Disney di Disney Channel; il programma è stato poi mandato in onda fino alla sua conclusione avvenuta il 17 maggio 2012 con un totale di 60 episodi dipartiti in due stagioni. A seguito della sua conclusione, la serie è stata replicata dalla medesima rete fino al 2016 ed è stata resa disponibile su Disney+ il 14 maggio 2021.
In Italia è andata in onda per la prima volta su Playhouse Disney dal 7 settembre 2009 e durante lo stesso periodo è giunta su Disney Channel che a seguito delle repliche ha poi continuato la messa in onda terminandola il 20 settembre 2013. Rai 2 ha poi trasmesso la serie in chiaro dal 14 dicembre 2009.

## Trama
Oso fa parte di una organizzazione segreta, e in ogni episodio viene inviato in missione segreta ad aiutare bambini in difficoltà, con problemi comuni, in ogni parte del mondo. Oso è in grado di pilotare qualsiasi mezzo terrestre, anfibio o volante. Inoltre in ogni puntata è alle prese con il suo addestramento per migliorare le sue potenzialità da agente segreto.
Ogni episodio inizia con Oso nel bel mezzo di un esercizio di addestramento, che di solito fallisce al primo tentativo, facendogli dire "Fa tutto parte del piano, più o meno" e Zamp-pilot, la sua assistente computerizzata, lo avvisa che qualcosa non va dicendo "Allarme speciale, allarme speciale". In ogni caso il computer comunica che almeno un bambino deve affrontare un compito semplice che però ha difficoltà a completare e così Oso gli viene puntualmente assegnato il caso. Zamp-pilot, insieme al Signor Dos (che non si fa mai vedere), spiegano ad Oso qual è la difficoltà riscontrata dal bambino e così l'agente speciale viene mandato in missione per aiutare il diretto interessato. Ma di prima che possa iniziare il suo incarico, Zamp-pilot spiega a Oso quali sono le tre fasi della missione speciale che fungono da guida passo a passo semplificata per completarla al meglio. Oso viene quindi portato dove si trova il bambino e tenta di aiutarlo in ogni modo e preferisce ottenere maggiori informazioni per conto proprio facendo pratica sul luogo in quanto le tre fasi sono solitamente troppo vaghe per completare correttamente l'attività. Zamp-pilot fornisce anche ulteriori dettagli, tra cui almeno un trucco utile. Nella terza ed ultima fase, Zamp-pilot rivela il limite di tempo che va dai 3 ai 19 secondi e inizia a fare il conto alla rovescia quando il tempo sta per scadere. Oso e il bambino completano quasi sempre l'attività poco prima che il tempo scada. Terminata con successo la missione, Zamp-pilot esclama "Missione speciale completata".
Al ritorno dall'incarico, il trucco fornito durante la missione risulta essere sempre ciò di cui Oso aveva bisogno per completare l'esercizio di addestramento che aveva interrotto in precedenza, che poi riesce a completare e superare, ottenendo una Digi-medaglia sia per l'esercizio di addestramento che per l'incarico speciale.

### Struttura
Ogni episodio è suddiviso in quattro parti:
- Zamp-pilot elenca le tre fasi della missione speciale ad Oso. Poi quest'ultimo deve portare a termine il suo incarico entro il tempo limite che di solito va dai 3 ai 19 secondi.
- Oso è impegnato in un esercizio di addestramento assegnato da Wolfie, Dotty o Buffo. Quasi sempre il protagonista fallisce al primo tentativo, ma nel corso delle missioni speciali capisce qual è l'errore che ha commesso grazie alla persona che sta aiutando. Quindi torna a rifare il suo esercizio e riesce a portarlo a termine con successo al secondo tentativo, quindi guadagna una "Digi-medaglia".
- Mr. Dos comunica tramite lo speciale orologio di Oso in che cosa consiste la sua missione e come deve aiutare un bambino. A volte, Oso chiede al pubblico di aiutarlo nel suo incarico se questo diventa troppo complicato. Oso cerca di completare le tre fasi speciali fornitagli da Zamp-pilot e dopo esserci riuscito guadagna una Digi-medaglia.
- A volte Oso chiede al pubblico di aiutarlo a trovare qualche oggetto nascosto che non riesce a trovare in giro per lo schermo. Altre volte invece l'orsetto chiederà di eseguire qualche esercizio fisicamente impegnativo solitamente utile per spostare degli ostacoli.

## Episodi
| Stagione         | Episodi | Pubblicazione USA | Pubblicazione Italia |
| ---------------- | ------- | ----------------- | -------------------- |
| Prima stagione   | 24      | 2009              | 2009                 |
| Seconda stagione | 36      | 2010              | 2010                 |

La serie presenta un totale di 60 episodi; 24 nella prima stagione e 36 nella seconda. I nomi degli episodi sono spesso riferimenti ai nomi dei film di James Bond della Albert R. Broccoli's Eon Productions LTD, come ad esempio Il mondo non basta e L'uomo dalla pistola d'oro, ma non fungono da parodia di quest'ultimi. Le due stagioni contengono almeno un titolo di un episodio che parodia tutti i film di Bond antecedenti a Skyfall, in quanto quest'ultimo è uscito dopo il termine della serie animata. I titoli di alcuni episodi invece sono una parodia della canzone Nobody Does It Better di Carly Simon, brano nominato all'Oscar di La spia che mi amava. Un episodio fa riferimento a Mai dire mai mentre un altro a Another Way to Die, tema musicale principale di Quantum of Solace.

### Crossover conManny tuttofare
Nell'episodio 32 della seconda stagione della serie, Oso incontra Manuel "Manny" Garcia e i due collaborano per aiutare un bambino a riparare la sua bicicletta.

## Personaggi

Oso e Dotty in missione.

- Oso, l'eroe della serie. Gentile e sempre disponibile con tutti, è un po' pasticcione. Ha l'aspetto di un orsetto lavatore, infatti la parola "oso" significa "orso" in spagnolo. Riesce a pilotare egregiamente diversi mezzi di trasporto quali: automobili, motociclette, navicelle spaziali. È doppiato in inglese da Sean Astin e in italiano da Massimiliano Alto.
- Signor Dos (Mr. Dos), è il capo di Oso. Non si vede mai e manda i vari ordini tramite l'orologio di Oso. Conferisce anche le Digi-medaglie che ottiene Oso tramite Zamp-pilot. È doppiato in inglese da Gary Anthony Williams e in italiano da Gino Manfredi.
- Zamp-pilot (Paw Pilot), è l'aiutante di Oso. Non è una persona fisica ma una specie di computer palmare, Oso lo porta sempre agganciato al gilet. È doppiata in inglese da Meghan Strange e Pamela Adlon mentre in italiano da Emanuela Damasio
- Agente speciale Dotty, è un altro agente segreto. Aiuta Oso nei vari addestramenti che deve effettuare, assomiglia a una volpe. È doppiata in inglese da Amber Hood e in italiano da Valentina Favazza.
- Agente speciale Wolfy, un altro agente segreto è un lupo di colore azzurro e bianco. Come Dotty aiuta Oso, è una specie di suo superiore in grado. È doppiato in inglese da Phill Lewis e in italiano da Marco Baroni.
- Il Professor Buffo è uno strano scienziato bisonte, che realizza i gadget e le apparecchiature tecniche che Oso utilizzerà nel corso delle sue avventure e parla con un accento bolognese. È doppiato inizialmente in inglese da Brad Garrett e poi da Jess Harnell e in italiano da Massimo Bitossi.
- Elly, è un elicottero automatizzato, un po' casinista. Porta spesso Oso sui luoghi delle missioni speciali. È doppiato in inglese da Cam Clarke e in italiano da Andrea Mete.
- RR Ràpid (R.R. Rapide), è un treno. Al suo interno ci sono i vari mezzi e macchinari di Oso. Viene usato come mezzo di trasporto. Inoltre parla con un forte accento francese. È doppiato in inglese da Cam Clarke.
- Fotococcinella (Shutterbug), è una coccinella robot dotata di videocamera. Trova i bambini con vari "casi" da risolvere e invia la segnalazione al Signor Dos.

## Sigla
La sigla originale è cantata da Joey Gian e composta musicalmente da Ford Riley e Mike Himelstein.
La sigla è stata adattata in italiano da Francesco Albanese e cantata da Mirko Albanese.

## Accoglienza
Nell'aprile 2009, la versione britannica di Playhouse Disney ha avuto il miglior share tra i canali per ragazzi, con il 2,3%, grazie alle serie, con il primo episodio, uscito il 4 aprile alle 9:50, seguito da 377.000 spettatori, tra cui 181.000 bambini dai 4 ai 15 anni.

### Critica
Hannah Johnson di Screen Rant trova Dotty un personaggio positivo, scrivendo: "È evidente che lei ce la metta tutto dovunque sia, essendo l'unica agente donna in una carriera dove tutti i suoi colleghi sono uomini. Il gatto arancione ha una personalità divertente, il suo colore preferito è il rosa ed adora visitare luoghi diversi durante le sue missioni. Dotty è un personaggio complesso che riesce ad avere successo in mondo di uomini." Emily Ashby di Common Sense Media dà alla serie 4 stelle su 5, lodando i messaggi ed i personaggi, citando la intraprendenza e la perseveranza di questi ultimi, e complimenta la presenza di valori educativi nello show, dicendo: "Abilità discusse adatte al target come riconoscimento delle figure, cronologia e relazioni spaziali sono enfatizzate nella trama, quindi i bambini imparano mentre si godono le storie. La miglior chicca della serie sono i suoi messaggi positivi sulla gioia nell'aiutare gli altri."

### Riconoscimenti
| Anno | Premio              | Categoria                                                                                | Nominati                    | Risultato | Note   |
| ---- | ------------------- | ---------------------------------------------------------------------------------------- | --------------------------- | --------- | ------ |
| 2010 | Daytime Emmy Awards | Miglior canzone originale                                                                | Mike Himelstein, Ford Riley | Candidato | [ 8 ]  |
| 2012 | Young Artist Awards | Miglior performance nel doppiaggio - Giovane attore protagonista                         | Jet Jurgensmeyer            | Candidato | [ 9 ]  |
| 2013 | Young Artist Awards | Miglior performance nel doppiaggio in una serie televisiva - Giovane attore protagonista | Jet Jurgensmeyer            | Candidato | [ 10 ] |

## Spin-Off
Agente Speciale Oso: Three Healthy Steps è una breve serie andata in onda negli Stati Uniti durante il blocco di programmazione Disney Junior. Incoraggiava i bambini a utilizzare "tre fasi salutari" per quanto riguarda il mangiare, l'essere sani e l'esercizio fisico. In Italia la miniserie è andata in onda a partire dall'agosto 2011.
Questa serie combinava sia personaggi animati che attori in carne ed ossa. I personaggi animati presenti erano Oso, Zamp-pilot, Wolfie, Dotty e il Professor Buffo.